# Wernsdorf (Winterberg)

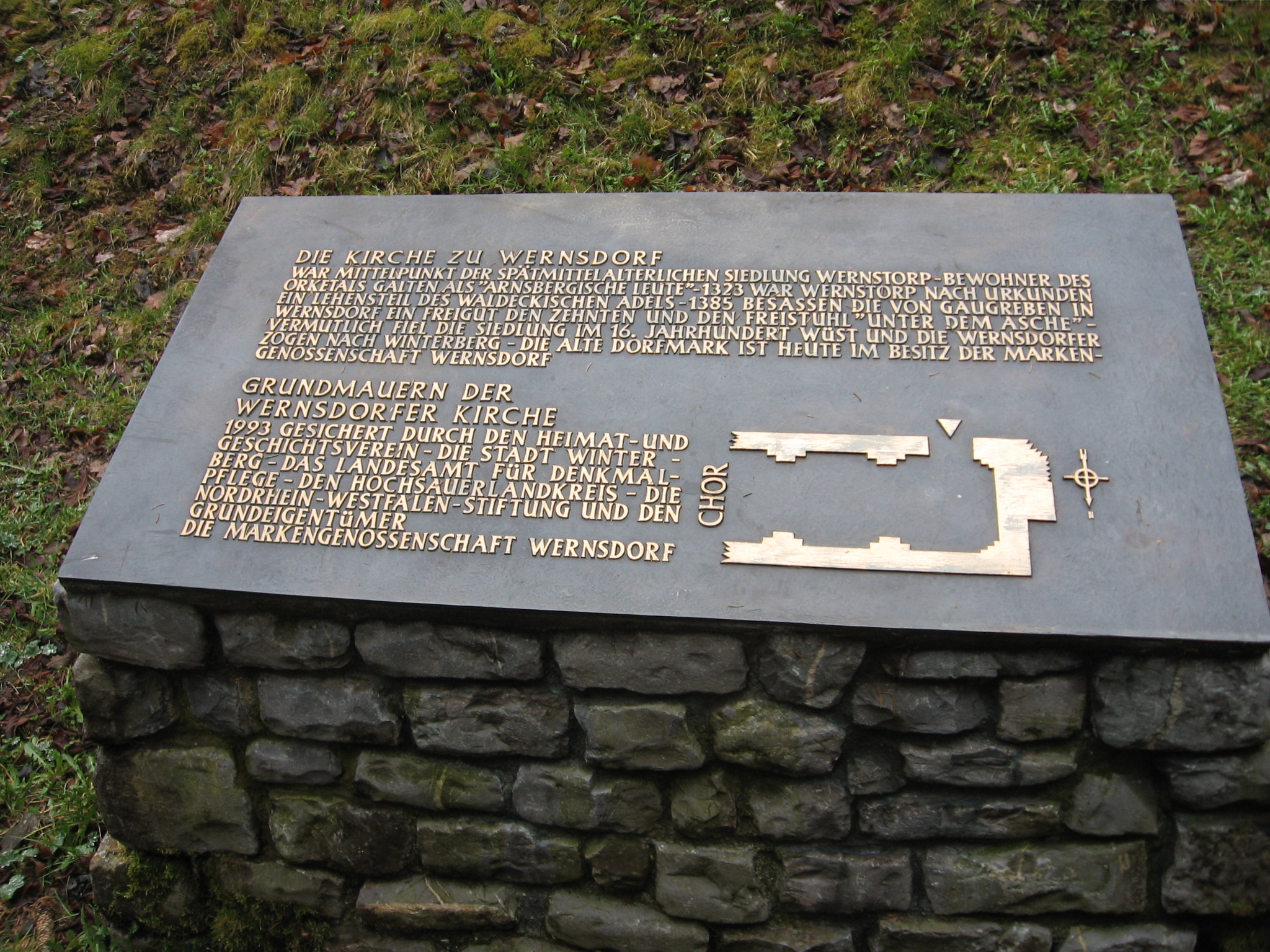
Informationstafel am Bodendenkmal Wernsdorfer Kirche

Wernsdorf ist eine Wüstung im Orketal im Stadtgebiet von Winterberg. Der Ort wurde auch Wernstorp genannt. Wernsdorf liegt im Naturschutzgebiet Winterberger Orketalsystem.

## Geographische Lage
Wernsdorf lag 3,3 km südöstlich von Winterberg in einer Höhenlage von 460 m. Auf einer Länge von mindestens 300 m waren am hochwasserfreien Auenrand die Hofstellen aufgereiht. Nicht verwechselt werden darf es mit der im frühen 14. Jahrhundert genannten „Villa Wirnstorp“, die nördlich von Winterberg bei Wiemeringhausen in der Pfarrei Assinghausen lag.

## Geschichte
Die erste urkundliche Erwähnung des Ortes erfolgte 1281, als Johan Wigands Sohn, ein Bürger aus Medebach, und seine Frau Ida dem Kloster in Neu-Küstelberg eine Rente aus ihrem Gut in Wernstorp vermachten. Im selben Jahr wurde unter den Ratsherren von Korbach ein Ratsherr namens Heynemann von Wernsdorf aufgeführt. 1323 überschrieb Tyleman, Edler von Itter, dem Kloster Neu-Küstelberg (später Kloster Glindfeld genannt) ein Hofgut in Wernstorp. 1334 beurkundete Kloster Glindfeld, dass die Schwestern Agnes und Berta von Helden, zwei Angehörige des Konvents, bei Wernsdorf einen Hof gekauft hätten, um seine Einkünfte als Memorienstiftung für den Ritter Th. von Helden und seine Ehefrau zu verwenden. Bis ins 16. Jahrhundert gibt es weitere schriftliche Nachweise dieses Ortes.
Die Siedlung bestand aus bis zu 11 Höfen. Der Wüstungsprozess war um 1460 schon so weit fortgeschritten, dass zu dem Zeitpunkt nur noch drei Häuser standen. Der Ort soll um 1500 wüst gefallen sein. In der Mercator-Karte des Sauerlandes aus dem Jahr 1572 wurde in der entsprechenden Lage des Ortes Werenstorff Wüstenung eingetragen. Ihre Bewohner waren nach Winterberg gezogen, hatten aber ihre Rechte an der Gemarkung beibehalten. Diese gehörte dann später als Mark Wernsdorf zu Winterberg. Als solche erscheint sie urkundlich zum ersten Mal im Jahr 1572. Eine Aufzeichnung ihrer Anteilseigner erfolgte erstmals im Jahr 1683, während die 11 Güter im Einzelnen erstmalig im Jahr 1702 vollzählig dokumentiert wurden. Im Jahr 1913 wurde die damalige Größe der Winterberger Mark Wernsdorf mit 364 Hektar angegeben.

## Reste der Wernsdorfer Kirche
1875 wurden bei Wegebauarbeiten die Grundmauern der Wernsdorfer Kirche freigelegt. Der Kircheninnenraum hatte eine Länge von 12,6 m, eine Breite von 6 m und eine Mauerbreite von 1,1 m. Eine Heimatchronik Winterberg vermerkt Ende des 19. Jahrhunderts „merkwürdiger Schutt- und Ruinenhügel“, der den Namen „Alte Kirche“ trug. Das Flurstück hat den Namen Auf der alten Kirche.
1929 hatten die Kirchenmauern eine maximale Höhe von 1,8 m bis 2 m. 1993 scheiterte der Versuch, die Mauerreste aus Ton- und Sandstein zu sichern, da die Zersetzung des Kalkmörtels zu weit vorangeschritten war. Da die Restaurierung der brüchigen Mauern zu teuer gewesen wäre, schlugen die Experten vor, die Ruine mit Erde zu bedecken und sie so zu konservieren. Diese vorgeschlagene Erdanschüttung wurde 2003 vom Heimat- und Geschichtsvereins Winterberg durchgeführt. Darauf wurde mit Pflastersteinen der Grundriss der Kirche maßstabsgetreu nachgezeichnet und eine bronzene Informationstafel aufgestellt. Die Arbeiten wurden von der NRW-Stiftung, dem Westfälischen Amt für Denkmalpflege, dem Hochsauerlandkreis, der Stadt Winterberg und dem Grundeigentümer Markengenossenschaft Wernsdorf unterstützt. Die Kirchenruine wurde als Bodendenkmal ausgewiesen.